# وزارة الإعلام (لبنان)
وزارة المعلومات هي الوزارة المسؤولة عن توزيع المعلومات في لبنان.

## الجهات التابعة
- الوكالة الوطنية للإعلام (لبنان)
- تلفزيون لبنان
- إذاعة لبنان

## قائمة الوزراء
- غازي العريضي (أكتوبر 2001 - أبريل 2003) [2]
- ملحم رياشي(18 ديسمبر 2016 - 6 مايو 2018)

## روابط خارجية
- الموقع الرسمي لوزارة الإعلام